# Tarasiwka (rejon ochtyrski)
Tarasiwka (ukr. Тарасівка) – wieś na Ukrainie, w obwodzie sumskim, w rejonie ochtyrskim, w hromadzie Wełyka Pysariwka. W 2001 liczyła 909 mieszkańców.